# Skimlinks
Skimlinks — платформа монетизації для інтернет-видавців (включаючи редакційні сайти, форуми, блоги, соціальні мережі та сайти розробників), яка спеціалізується на технологіях, що автоматично пов'язують посилання на товари з комерційного контенту видавців.
Компанія була заснована в Лондоні в 2007 році двома австралійцями Алісією Наварро та Джо Степнєвським. Вона налічує понад пів сотні співробітників, і станом на серпень 2013 року до фінансування компанії було долучено $24 млн. Офіси знаходяться в Лондоні та Нью-Йорку . 17 жовтня 2013 року компанія Skimlinks була оголошена членом програми Future Fifty від Tech City UK, урядової програми, що підтримує швидко зростаючі компанії з метою потенційного виходу на Лондонську фондову біржу. У 2019 році продажі Skimlinks склали 1,1 млрд доларів для понад 48 500 постачальників.

## Історія

### Заснування
Skimlinks була заснована Алісією Наварро та Джо Степнєвскім в 2007 році після того як вони відмовилися від проєкту соціальної рекомендації Skimbit.com. Вони стали одною з перших технологічних компаній які розташували свою штаб-квартиру в так званому Силіконовому кільці в Лондоні. Алісія Наварро створила Skimbit.com у 2006 році в Австралії але згодом переїхала до Лондона, щоб просувати свій бізнес, оскільки на її думку це було набагато сприятливіше середовище для підприємців. Skimbit мав відносний успіх і швидко перетворився на соціальний white-label сервіс закупів". У листопаді 2008 року Джо Степнєвського став співзасновником, і вони разом зрозуміли, що і користувачів, і інвесторів цікавить не їх кінцевий продукт, а закулісна технологія, яку вони використовували для монетизації свого сайту через афілійований маркетинг . Як результат, вони спрямували компанію на те, що вона є сьогодні, — на «самостійну комерційну платформу, яка допомагає видавцям монетизувати як свій редакційний так і створений користувачами вміст».
Алісія Наварро не раз згадувалася в ряді відомих публікацій, які висвітлювали її роль, як однієї з небагатьох жінок-виконавчих директорів у світі рекламних технологій. Вона також була оголошена переможницею премії «Підприємець року» під час видання 2014 року FDM, кожна жінка на Technology Awards.

### Партнерство з Pinterest
У лютому 2012 року інтернет-маркетинговий блог LL Social повідомив, що Pinterest використовує Skimlinks для монетизації вмісту, розміщеного користувачами. Комерційні посилання, включені до Pinів, були пов'язані через Skimlinks. Незважаючи на те, що партнерство тривало вже 2 роки,але саме в цей час Pinterest почала зростати в геометричній прогресії, і новина була сприйнята негативно. Більшість реакцій зосереджувались на небажанні компанії розкрити свою практику монетизації, а не на її рішенні монетизувати вміст користувачів. Хоча стверджувалося, що розкриття спонукало Pinterest відмовитися від свого співробітництва із Skimlinks, генеральний директор Pinterest Бен Сілберманн пояснював, що вони насправді використовували Skimlinks як тест, поки вони досліджували різні рішення для монетизації контенту та припинили користуватися послугою за тиждень до розкриття зв'язку.

### Інвестори
Кошти були залучені від інвесторів, серед яких були The Accelerator Group, Sussex Place Ventures, NESTA, Venrex, BDMI та Greycroft, за участю членів дорадчої ради, таких як Гокул Раджарам (колишній керівник відділу продуктів Google AdSense та Facebook Ads) та Орен Міхельс (генеральний директор Mashery). На початку 2015 року компанія Skimlinks залучила інвесторів з Frog Capital в рамках наступного раунду фінансування, в результаті чого їх загальний обсяг інвестицій склав 24 мільйони доларів.

### Придбання
У 2011 році компанія Skimlinks придбала конкурента, компанію із Нью-Йорку,. Atma Links, для використання своєї технології SkimWords. Потім вони придбали, у 2013, InvisibleHand — важливого гравця в галузі електронної комерції та ціноутворення.

## Продукти
Завдяки зв'язкам з різними афілійованими мережами, такими як Commission Junction, Pepperjam та Linkshare, яка на той час вже належала Rakuten advertaising з 2005 року, Skimlinks об'єднує понад 24 000 торгових програм, доступних видавцям, які приєднуються до служби. Для використання Skimlinks потенційним користувачам потрібно подати заявку. Після затвердження видавці отримують спеціальний фрагмент коду JavaScript, який слід встановити в нижній частині сторінки своїх вебсайтів. Користувачі також можуть встановити Skimlinks за допомогою плагіна WordPress. Потім фрагмент автоматично приєднує відповідні URL-адреси до їх вмісту.  Використовуючи Skimlinks, видавці можуть заробляти гроші за рахунок комісійних з продажі товарів через посилання у своєму вмісті у мережі Skimlinks. У 2019 році Skimlinks першим вийшов на ринок з інтеграцією AMP для монетизації афілійованих клієнтів [Архівовано 26 вересня 2021 у Wayback Machine.] .
Skimlinks використовує 1,5 мільйона доменів у всьому світі, серед яких такі видавці, як BuzzFeed, Condé Nast, Hearst Digital, WordPress, Time Inc. та Mail Online.
Компанія розробила цілу низку різноманітних інструментів, до яких користувачі мають доступ для монетизації свого вмісту. Основні з них (як показано на вебсайті компанії) такі:
- SkimLinks — перший продукт компанії. Випущений у 2008 році, він пов'язує наявні непов'язані посилання на вебсайті користувача, додаючи тег відстеження за кліком.[25][26]
- SkimWords — другий продукт у наборі Skimlinks. Він з'явився в 2010 році і використовує технологію обробки мов для зв'язування певних фраз, таких як посилання на товари та назви торгових марок, із відповідними інтернет-магазинами.[27]
- Вітрини — вони були випущені в травні 2013 року і є інформаційними візуальними дисплеями продуктів, які спираються на технологію, подібну до SkimWords для того, щоб генерувати відповідні пропозиції щодо географічного націлювання.[28]
- Skimlinks Editor — розширення Google Chrome, яке дозволяє користувачам дізнаватися які продавці в мережі Skimlinks і скільки вони платять за реферали.[29] Він також має елемент порівняння цін, що дозволяє користувачам бачити альтернативні варіанти придбання товару, який вони переглядають. Нарешті, редактор дозволяє користувачам скорочувати та монетизувати URL-адреси безпосередньо зі свого браузера.[30] Це дає можливість ділитися монетизованими посиланнями на сайтах, які не долучені до мережі Skimlinks.
- Audiences від Skimlinks — Останній продукт компанії, це збірка з мета-даними, створеними з афілійованого вмісту, засновуючись на яких можна робити висновки про наміри покупок. Вони доступні маркетологам для планування, націлювання та звітності про рекламні кампанії.[31]

Skimlinks також пропонує серію додаткових функцій, таких як скорочення URL-адрес для монетизованих посилань, та SkimRSS, який дозволяє користувачам афілійовані посилання у своїх RSS-каналах.

## Події
З 2018 року Skimlinks є організатором нагороди CAPS (The Commerce Awards for Publishers).- це єдина партнерська галузева програма, присвячена визнанню видавців за якісний комерційний контент, який вони створюють. Серед минулих переможців — Refinery29, New York Media, Vogue та Yahoo!

## Дивитися також
- Партнерський маркетинг
- VigLink
- Outbrain
- Taboola